# Garfield : Héros malgré lui
Pour les articles homonymes, voir Garfield.
Pour plus de détails, voir Fiche technique et Distribution.
Garfield : Héros malgré lui, ou Garfield : Le Film au Québec (The Garfield Movie), est un film d'animation américain réalisé par Mark Dindal et sorti en 2024. Il s'agit d'une adaptation de la bande-dessinée du même nom créée par Jim Davis.
Dans le film, après avoir retrouvé Vic, son père disparu depuis 25 ans, Garfield, accompagné de Odie, va devoir l'aider à commettre un vol.
Le film est un succès, obtient de bonnes critiques et rapporte 257 millions de dollars de recettes mondiales.

## Synopsis
Garfield est un chat tigré orange obèse et sédentaire qui mène une vie choyée avec son meilleur ami, le chien Beagle, Odie, et leur propriétaire, Jon Arbuckle. Une nuit, alors qu'ils prenaient une collation à minuit, Garfield et Odie sont enlevés par un Shar Pei et un Whippet nommé Roland et Nolan, qui les emmènent prisonniers dans un centre commercial abandonné. Garfield et Odie sont bientôt sauvés par l'ex-père de Garfield, Vic, que Garfield déteste pour l'avoir abandonné dans une ruelle alors qu'il était chaton. Le patron des chiens, Jinx, une chatte Persan dérangée, arrive pour se venger de Vic pour l'avoir abandonnée lors d'un vol de lait à Lactose Farms avant qu'elle ne soit attrapée et emprisonnée. Elle accepte de pardonner à Vic si lui, Garfield et Odie s'introduisent par effraction dans les fermes de lactose pour voler une grande quantité de lait en compensation de son emprisonnement, ce qu'ils acceptent à contrecœur, tandis que Roland et Nolan les observent de près.
Le lendemain matin, Jon remarque la disparition de Garfield et Odie, mais a du mal à trouver des personnes pour l'aider à les rechercher. Au cours d'un voyage en train vers Lactose Farms, Vic tente en vain de nouer des liens avec Garfield, car ce dernier refuse de s'engager avec lui. Le trio atteint la ferme, qui est fortement gardée par un système de sécurité avancé. Ils rencontrent Otto, un taureau et ancienne mascotte de la ferme, qui a été expulsé après que quelqu'un ait repris la ferme, le séparant de sa petite amie vache, Ethel. Ils acceptent d'aider Ethel à sortir de la ferme s'il les aide à y entrer.
Alors qu'ils se préparent au braquage, Garfield et Vic s'affrontent fréquemment, forçant Odie et Otto à les attacher à un arbre. Au cours d'une vive dispute, Vic révèle tristement ce qui s'est passé la nuit où il l'a abandonné : il était en fait en train d'aller chercher de la nourriture pour Garfield de l'autre côté de la ruelle mais a mis trop de temps à revenir vers lui. Quand il l'a finalement fait, il l'a vu se faire prendre en charge par Jon dans le restaurant italien où il s'était promené. Acceptant malheureusement que Jon serait un meilleur prestataire de soins, Vic a décidé de le laisser adopter Garfield et a gardé ses distances avec son fils. Comprenant enfin les circonstances, Garfield pardonne à son père. Pendant ce temps, Jinx, qui révèle avoir menti sur l'abandon de sa rancune contre Vic, appelle secrètement l'agent de contrôle des animaux de la ferme, Marge Malone, pour l'informer du braquage à venir.
Le trio réussit à infiltrer la ferme et à contourner les équipements dangereux de l'usine, mais Marge les intercepte et capture Garfield et Odie. Vic les laisse derrière lui malgré les supplications de son fils, volant le Camion de lait et le livrant avec succès à Jinx, pour ensuite être trahi et capturé par elle alors qu'elle révèle qu'elle voulait que Vic soit envoyé à la Fourrière  de la même manière qu'elle. Garfield et Odie, le cœur brisé et confus, sont emmenés à la fourrière, où ils rencontrent l'ancien équipage de Vic. Cependant, ils se sont longtemps éloignés de lui car il quittait constamment ses cabrioles pour surveiller Garfield, l'observant de loin chaque fois qu'il lui rendait visite, mais Garfield refuse de les croire. Jon arrive bientôt pour libérer Garfield et Odie et les ramène à la maison. De retour à sa vie normale, Garfield trouve les marques de pointage de Vic sur un arbre de l'autre côté de la maison dont l'équipe des chats lui a parlé, réalisant que Vic l'aime et ne l'a laissé à la laiterie que pour assurer sa sécurité.
Une fois sa confiance en son père rétablie, Garfield décide de revenir en arrière et de le sauver, apprenant que Jinx a l'intention de jeter Vic d'un canyon depuis un pont élevé depuis un train. Avec l'aide d'Otto, Garfield et Odie arrivent pour le sauver, mais échouent finalement. Cependant, voyant le véritable amour de Vic pour son fils, Roland et Nolan se rallient au camp des deux chats. Enragée, Jinx pousse le quatuor hors du train, avant d'être elle-même renversée par un viaduc et de tomber également dans le canyon. Otto balance une corde pour les attraper tous et les pose en toute sécurité sur un filet mis en place par Odie. Ils retournent plus tard à la ferme par le camion de lait et amènent Jinx à Marge en échange de la libération d'Ethel, la réunissant finalement avec Otto. Les réformés Roland et Nolan commencent à travailler comme chiens de garde pour Marge, tandis que Jinx finit par travailler dans des travaux d'intérêt général.
De retour chez Jon, Garfield se réconcilie enfin avec Vic, qui emménage avec le trio, faisant officiellement partie de la vie de son fils.

## Fiche technique
Sauf indication contraire, les informations mentionnées dans cette section peuvent être confirmées par les bases de données cinématographiques IMDb et Allociné,  présentes dans la section « Liens externes ».
- Titre original : The Garfield Movie
- Réalisation : Mark Dindal
- Scénario : David Reynolds, d'après la bande-dessinée Garfield de Jim Davis
- Musique : John Debney
- Direction artistique : Jim Davis
- Décors : Pete Oswald
- Montage : Mark Keefer
- Production : John Cohen, Tom Jacomb, Broderick Johnson, Andrew Kosove, Namit Malhotra et Steven P. Wegner
  - Production déléguée : Jim Davis, Bridget McMeel et Craig Sost
- Sociétés de production : Columbia Pictures, Alcon Entertainment et Double Negative
- Sociétés de distribution : Sony Pictures Releasing France (France), Columbia Pictures / Sony Pictures Releasing (États-Unis)
- Pays de production :  États-Unis,  France et  Mexique
- Langue originale : anglais
- Format : couleur - 1,85:1
- Genre : animation, comédie, aventures
- Durée : 101 minutes
- Dates de sortie[4] : 
  - États-Unis : 24 mai 2024
  - France : 31 juillet 2024
  - Belgique : 2 octobre 2024

## Distribution

### Voix originales
Sauf indication contraire, les informations mentionnées dans cette section peuvent être confirmées par la base de données cinématographiques IMDb,  présente dans la section « Liens externes ».
- Chris Pratt : Garfield
- Samuel L. Jackson : Vic
- Nicholas Hoult : Jon Arbuckle
- Ving Rhames : Otto
- Cecily Strong : Marge Malone
- Harvey Guillén : Odie
- Hannah Waddingham : Jinx
- Brett Goldstein : Roland
- Bowen Yang : Nolan
- Cameron Bernard Jones : Barry
- Snoop Dogg : Maurice
- Eugenia Caruso : Maria
- Janelle James (en) : Olivia
- Angus Cloud : Snickers
- Kevin Durand : Harlot
- Jesse McCartney : Nermal
- Dev Joshi : Liz Wilson
- Luke Cinque-White : Vito
- Alicia Grace Turrell : Ethel

### Voix françaises
- Kyan Khojandi : Garfield[5]
- Thierry Desroses : Vic
- Marc Arnaud : Jon Arbuckle
- Cyprien Fiassé : Otto
- Barbara Beretta : Marge Malone
- Véronique Desmadryl : Jinx
- Xavier Couleau : Roland[6]
- Benjamin Bollen : Nolan
- Vincent Ropion : Barry
- Paolo Palermo : Vito
- Caroline Combes : Liz Wilson
- Marina Foïs : Ethel
- Grégory Lerigab : Maurice
- Yannick Choirat : Olivia
- Alex Fondja : Snickers
- Antonella Colapietro : Maria[réf. nécessaire]

### Voix québécoises
- Philippe Martin : Garfield
- Patrick Chouinard : Vic
- Nicholas Savard L’Herbier : Jon Arbuckle
- Manuel Tadros : Otto
- Pascale Montreuil : Jinx
- Louis-Philippe Dandenault : Roland
- Gabriel Lessard : Nolan
- Aline Pinsonneault : Marge Malone
- Denis Roy : Maurice
- Émilie Bibeau : Olivia
- François Sasseville : Snickers
- Sébastien Reding : Vito
- Anne Dorval : Liz Wilson
- Kim Jalabert : Ethel
- Mael Davan-Soulas : Barry

## Production
En mai 2016, il est annoncé qu'Alcon Entertainment développe un nouveau film d'animation Garfield en images de synthèse, avec John Cohen et Steven P. Wegner à la production, d'après un script de Mark Torgove et Paul A. Kaplan,. Mark Dindal est annoncé à la réalisation en novembre 2018, alors que la préproduction débute le mois suivant. En août 2019, Viacom acquiert les droits de Garfield, ce qui rend flou l'avenir du film. Cependant, en décembre 2020, Mark Dindal confirme qu'il est toujours en production.
En novembre 2021, Chris Pratt est annoncé pour prêter sa voix à Garfield alors que l'animation sera assurée par DNEG Animation. DNEG Animation produit le film avec Alcon, alors que Sony Pictures conserve la distribution dans le monde, excepté en Chine. Il est annoncé que David Reynolds, scénariste du Monde de Nemo (2003), va participer au film
Frank Welker, interprète historique du personnage de Garfield depuis 2007, exprime sa déception de ne pas être lié au projet.
En mai 2022, Samuel L. Jackson est annoncé pour jouer Vic, le père de Garfield. En août 2022, Ving Rhames, Nicholas Hoult, Hannah Waddingham ou encore Cecily Strong sont également annoncés. En novembre 2022, Brett Goldstein et Bowen Yang rejoignent la distribution. En Novembre 2023 Chris Pratt a annoncé officiellement la sortie du trailer du film Sony Pictures sur X (ex: Twitter) qui sortira le 13 novembre 2023, révélant le titre Garfield, Héros malgré lui.

## Accueil

### Box-office
Le film est un succès, obtient de bonnes critiques et rapporte plus de 257 millions de dollars de recettes mondiales.